# Puebla de Yeltes
Puebla de Yeltes és un municipi de la província de Salamanca a la comunitat autònoma de Castella i Lleó. Limita al Nord amb Sepulcro-Hilario, a l'Est amb Tamames i El Cabaco, al Sud amb El Maíllo i a l'oest amb Morasverdes i Aldehuela de Yeltes.

## Demografia
| 1991 | 1996 | 2001 | 2004 |
| ---- | ---- | ---- | ---- |
| 289  | 269  | 229  | 221  |